# Henk Dahlberg
Eduard Henri (Henk) Dahlberg (Paramaribo, 4 mei 1940 – Hibbing (Minnesota), 7 februari 2000) was een Surinaams geoloog, bestuurder en politicus.

## Biografie
In 1966 studeerde hij af aan de Rijksuniversiteit Utrecht waar hij zich had gespecialiseerd in de petrografie. Hij stapte over naar de petrologie toen hem duidelijk werd dat er in Suriname geen fossielen waren en in 1969 promoveerde hij in Utrecht op zijn proefschrift over veldspaat (zie bibliografie). Terug in Suriname ging hij werken bij de Geologisch Mijnbouwkundige Dienst (GMD) waarvan hij later de directeur zou worden. In juni 1981 werd Dahlberg minister van Opbouw als opvolger van Herman Adhin die die functie had vervuld sinds de Sergeantencoup van februari 1980. In 1981 liepen langzamerhand de spanningen op tussen enerzijds de regering onder leiding van premier Chin A Sen en anderzijds Desi Bouterse en de Nationale Militaire Raad (NMR) waarna die regering in begin 1982 aftrad. Later dat jaar vonden in Suriname de Decembermoorden plaats. In 1983 ontving Dahlberg de Hubert Humphrey Fellowship van de University of Minnesota en dat jaar vertrok hij met zijn gezin naar de Verenigde Staten.
Dahlberg was manager van de Mineral Potential Unit van het Minnesota Department of Natural Resources toen hij in 1991 een mineraal ontdekte. Enkele jaren later erkende de International Mineralogical Association dit door hem ontdekte mineraal als Hibbingite wat een vernoeming is naar zijn woonplaats Hibbing. Naast zijn werk in Minnesota was hij president van Small Mining International en vicepresident van Small Scale Mining International.
Op 7 februari 2000 overleed Dahlberg in de Verenigde Staten op 59-jarige leeftijd aan kanker.